# Strong Girl Bong-soon
Strong Girl Bong-soon (hangul: 힘쎈여자 도봉순, Himssen-yeoja Do Bong-soon) – południowokoreański serial telewizyjny emitowany na antenie JTBC. Serial był emitowany w piątki i soboty o 23:00, od 24 lutego do 15 kwietnia 2017 roku, liczy 16 odcinków. Główne role odgrywają w nim Park Bo-young, Park Hyung-sik i Ji Soo.
W Polsce seria dostępna jest na pośrednictwem serwisu Netflix pod angielskim tytułem i w angielskiej wersji językowej.

## Opis fabuły
Do Bong-soon (Park Bo-young) to młoda kobieta, która urodziła się z nadludzką siłą – niszczy wszystko, czego się dotknie, jeśli nie jest ostrożna. Jednak rozpaczliwie pragnie stać się elegancką kobietą, która jest ideałem Guk-doo (Ji Soo), w którym się zakochała. Dzięki swojej sile dostaje pracę ochroniarza rozpuszczonego i bogatego Ahn Min-hyuka (Park Hyung-sik), CEO firmy Ainsoft. Min-hyuk jest przeciwieństwem Guk-doo, jest zwariowanym i osobliwym mężczyzną o władczym charakterze i nie uznającym żadnych zasad.
Pewnego dnia Bong-soon, Guk-doo i Min-Hyuk zostają uwikłani w sprawę seryjnego morderstwa, która zdarza się w ich sąsiedztwie.

## Obsada

### Główna
- Park Bo-young jako Do Bong-soon
- Park Hyung-sik jako Ahn Min-hyuk
- Ji Soo jako In Guk-doo

### W pozostałych rolach
Rodzina i znajomi Do Bong-soon
- Ahn Woo-yeon jako Do Bong-gi, brat bliźniak Bong-soon
- Shim Hye-jin jako Hwang Jin-yi, matka Bong-soon
- Yoo Jae-myung jako Do Chil-goo, ojciec Bong-soon
- Park Bo-mi jako Na Kyung-shim, przyjaciółka Bong-soon
- Baek Soo-ryun jako Sun Shim, babcia Bong-soon
- Kim Mi-hee jako matka Myung-soo
- Kim Soo-yeon jako matka Jae-soon

Rodzina i znajomi Ahn Min-hyuka
- Jun Seok-ho jako sekretarz Gong
- Han Jung-kook jako Ahn Chul-do, ojciec Min-hyuka
- Hoon Ki jako Ahn Dong-ha
- Shim Hoon-gi jako Ahn Dong-suk
- Lee Seok-wook jako Ahn Kyung-hwan

Inni
- Im Won-hee jako Baek Soo-tak
- Kim Min-kyo jako Ah Ga-ri
- Kim Won-hae jako Kim Kwang-bok
- Kim Ki-moo jako Hwang Hyun-dong
- Lee Ho-cheol
- Seol In-ah jako Jo Hee-ji, dziewczyna Guk-doo
- Yoon Ye-hee jako Jung Mi-hwa, matka Guk-doo
- Choi Moo-in jako lider zespołu Yook
- Oh Soon-tae jako Bulgom (Brown Bear)
- Joo Ho jako Neokboi (Knock Boy)
- Choi Hyung jako Heollaengyi (Hell Angel)
- Kim Won-suk jako Dotbogi (Magnifying Glass)
- Jang Mi-kwan jako Kim Jang-hyun, porywacz
- Kim Won-hae jako Oh Dong-byung, Przewodniczący Zespołu ds. Planowania rozwoju, sobowtór Kim Kwang-boka
- Kang Ji-young jako prezenter JTVC (odc. 2, 8, 10)
- Lee Cheol-min jako wróżbita (odc. 4, 7)
- Kim Won-hyo
- Song Won-geun jako Song Eon-geun, aktor (odc. 7-8)
- Yoon Sang-hyun jako Charles Go (odc. 8)
- Lee Soo-ji
- Jung Chan-min
- Jang Sung-gyu

## Ścieżka dźwiękowa
| OST Part 1 | OST Part 1                       | OST Part 1          | OST Part 1 |
| Nr         | Tytuł utworu                     | Wykonawca           | Długość    |
| ---------- | -------------------------------- | ------------------- | ---------- |
| 1.         | „Your Garden” (kor. 그대란 정원) | Jung Eun-ji (Apink) | 4:03       |
| 2.         | „Your Garden” (Inst.)            |                     | 4:03       |

| OST Part 2 | OST Part 2          | OST Part 2 | OST Part 2 |
| Nr         | Tytuł utworu        | Wykonawca  | Długość    |
| ---------- | ------------------- | ---------- | ---------- |
| 1.         | „Heartbeat”         | Suran      | 3:52       |
| 2.         | „Heartbeat” (Inst.) |            | 3:52       |

| OST Part 3 | OST Part 3                      | OST Part 3   | OST Part 3 |
| Nr         | Tytuł utworu                    | Wykonawca    | Długość    |
| ---------- | ------------------------------- | ------------ | ---------- |
| 1.         | „How Would It Be” (kor. 어떨까) | Standing Egg | 3:49       |
| 2.         | „How Would It Be” (Inst.)       |              | 3:49       |

| OST Part 4 | OST Part 4                  | OST Part 4   | OST Part 4 |
| Nr         | Tytuł utworu                | Wykonawca    | Długość    |
| ---------- | --------------------------- | ------------ | ---------- |
| 1.         | „Pit-A-Pat” (kor. 두근두근) | Kim Chung-ha | 3:30       |
| 2.         | „Pit-A-Pat” (Inst.)         |              | 3:30       |

| OST Part 5 | OST Part 5                      | OST Part 5 | OST Part 5 |
| Nr         | Tytuł utworu                    | Wykonawca  | Długość    |
| ---------- | ------------------------------- | ---------- | ---------- |
| 1.         | „Double Trouble Couple”         | Mamamoo    | 3:30       |
| 2.         | „Double Trouble Couple” (Inst.) |            | 3:30       |

| OST Part 6 | OST Part 6                                 | OST Part 6              | OST Part 6 |
| Nr         | Tytuł utworu                               | Wykonawca               | Długość    |
| ---------- | ------------------------------------------ | ----------------------- | ---------- |
| 1.         | „I Fall In Love” (kor. 사랑에 빠진 걸까요) | Vromance feat. Obroject | 3:20       |
| 2.         | „I Fall In Love” (Inst.)                   |                         | 3:20       |

| OST Part 7 | OST Part 7                 | OST Part 7       | OST Part 7 |
| Nr         | Tytuł utworu               | Wykonawca        | Długość    |
| ---------- | -------------------------- | ---------------- | ---------- |
| 1.         | „Super Power Girl”         | Every Single Day | 3:55       |
| 2.         | „Super Power Girl” (Inst.) |                  | 3:55       |

| OST Part 8 | OST Part 8                               | OST Part 8     | OST Part 8 |
| Nr         | Tytuł utworu                             | Wykonawca      | Długość    |
| ---------- | ---------------------------------------- | -------------- | ---------- |
| 1.         | „Because of You” (kor. 그 사람이 너라서) | Park Hyung-sik | 3:53       |
| 2.         | „Because of You” (Inst.)                 |                | 3:53       |

## Nagrody i nominacje
| Rok  | Nagroda                  | Kategoria                             | Wynik     |
| ---- | ------------------------ | ------------------------------------- | --------- |
| 2017 | 53. Baeksang Arts Awards | Najlepsza aktorka (Park Bo-young)     | Nominacja |
| 2017 | 53. Baeksang Arts Awards | Najlepszy nowy aktor (Ji Soo)         | Nominacja |
| 2017 | 53. Baeksang Arts Awards | Nagroda popularności (Park Hyung-sik) | Nominacja |

## Oglądalność
| No. | Data emisji | Oglądalność | Oglądalność |
| No. | Data emisji | AGB Nielsen | TNmS        |
| --- | ----------- | ----------- | ----------- |
| 1   | 2017.02.24  | 3,829%      | 3,919%      |
| 2   | 2017.02.25  | 5,758%      | 6,091%      |
| 3   | 2017.03.03  | 6,081%      | 5,505%      |
| 4   | 2017.03.04  | 8,301%      | 8,328%      |
| 5   | 2017.03.10  | 7,113%      | 6,705%      |
| 6   | 2017.03.11  | 8,692%      | 7,730%      |
| 7   | 2017.03.17  | 6,834%      | 7,123%      |
| 8   | 2017.03.18  | 9,603%      | 8,797%      |
| 9   | 2017.03.24  | 7,423%      | 8,797%      |
| 10  | 2017.03.25  | 9,668%      | 9,820%      |
| 11  | 2017.03.31  | 7,772%      | 7,693%      |
| 12  | 2017.04.01  | 8,477%      | 9,117%      |
| 13  | 2017.04.07  | 7,448%      | 8,9%        |
| 14  | 2017.04.08  | 8,597%      | 9,8%        |
| 15  | 2017.04.14  | 7,834%      | 7,9%        |
| 16  | 2017.04.15  | 8,957%      | 9,8%        |